# Dibrova, Borodeanka
Dibrova (în ucraineană Діброва) este un sat în comuna Kozînți din raionul Borodeanka, regiunea Kiev, Ucraina.

## Demografie
Componența lingvistică a localității Dibrovo-Leninske
     Ucraineană (97,29%)
     Rusă (2,48%)
     Alte limbi (0,23%)
Conform recensământului din 2001, majoritatea populației localității Dibrova era vorbitoare de ucraineană (97,29%), existând în minoritate și vorbitori de rusă (2,48%).